# Mourecotelles enodis
Mourecotelles enodis är en biart som först beskrevs av Joseph Vachal 1909.  Mourecotelles enodis ingår i släktet Mourecotelles och familjen korttungebin. Inga underarter finns listade i Catalogue of Life.